# 史上最強の移動遊園地 DREAMS COME TRUE WONDERLAND 1999 〜冬の夢〜
『史上最強の移動遊園地 DREAMS COME TRUE WONDERLAND 1999 〜冬の夢〜』（しじょうさいきょうのいどうゆうえんち ドリームズカムトゥルー ワンダーランド ナインティーナインティーナイン ふゆのゆめ）は、DREAMS COME TRUEのライブビデオ。VHSは2000年3月14日 、DVDは2000年11月22日発売。

## 解説
- 4年に一度のライブツアー「WONDERLAND」の模様を商品化。この年は、デビュー10周年を記念し、春、夏、冬に行われた。（なお、春の夢は商品化されていないがWOWOWにて放映されている。）
- 「史上最強の移動遊園地 DREAMS COME TRUE WONDERLAND 1999 〜夏の夢〜」と同時発売。
- 「史上最強の移動遊園地 DREAMS COME TRUE WONDERLAND 1999 冬の夢」は自身初となる全国ドームツアーを開催（北海道公演のみアリーナ公演）。
- また、「WONDERLAND 1995」、「CONCERT TOUR'96 LOVE UNLIMITED∞」に続き3度目のセンターステージを採用した公演となる。
- ビデオは初回限定で、ジャケットのキャラクター「フッチ」のマスコット人形付。また、「夏の夢」と同時購入すると、「ドリクマ」のマスコット人形もついた。
- DREAMS COME TRUEのLIVE映像作品としては初めて全曲完全収録された。
- DVDには、特典映像として“ザ ドキュメントDWL'99冬”を収録。
- 瞬間移動マジックや、FUNK THE PEANUTS rated Rの出演、アリーナ席を取り囲むようなステージ、ドーム内を飛行船が飛ぶなど、DWL全8回の中でもとくに人気の高いワンダーランドである。

## 収録曲
1. A theme of the WONDERLAND
2. 朝がまた来る
3. 笑顔の行方
4. 太陽が見てる
5. WHEREVER YOU ARE
6. あなたに会いたくて
7. ROMANCE
8. なんて恋したんだろ
9. 琥珀の月
10. いろんな気持ち
11. SWEET SWEET SWEET
12. 涙とたたかってる
13. しあわせなからだ
14. LAT.43°N 〜forty-three degrees north latitude〜
15. 東京大阪ATLAS
「東京ATLAS」の大阪バージョン。
16. 月光
17. 銀河への船
18. おやすみのうた
19. 三日月
20. you go girl! / FUNK THE PEANUTS Rated R
21. 晴れたらいいね
22. FUNKA-MONSTER
23. よろこびのうた
24. go on, baby!
25. さよならを待ってる
26. みつばち
27. 決戦は金曜日
28. うれしい！たのしい！大好き！
29. 雪のクリスマス
30. 眼鏡越しの空
31. SNOW DANCE
32. LOVE LOVE LOVE